# Sulawesi-Klewang
Das Sulawesi-Klewang, auch Heavy Klewang, ist ein Schwert von der Insel Sulawesi und der Molukken-Inselgruppe.

## Beschreibung
Das Sulawesi-Klewang hat eine gerade, einschneidige, schwere Klinge. Die Klinge wird vom Heft zum Ort breiter und ist am Ort schräg abgeschnitten. Die Klinge ist meist glatt, ohne Hohlschliff oder Mittelgrat. Das Heft hat kein Parier und ist meist aus Horn oder Holz geschnitzt. Am Knauf sind drei Ausläufer, von denen der mittlere Ausläufer meist ein menschliches Gesicht darstellt. Der Sulawesi-Klewang ist eine seltene Version des Klewang. Der Sulawesi-Klewang wird von Ethnien aus Sulawesi und den Molukken benutzt.